# Félix Arnaudin

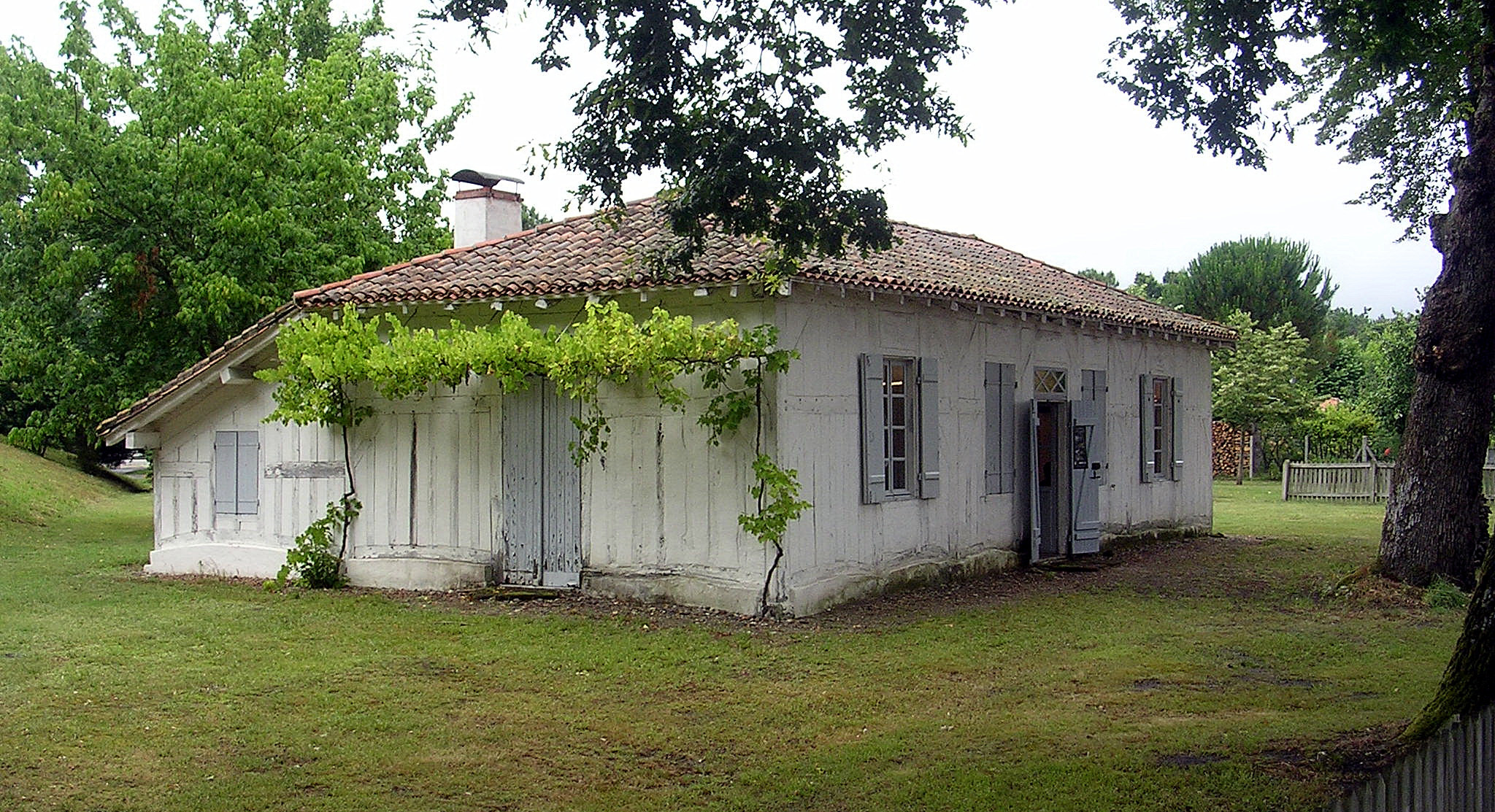
Rodný dům Félixe Arnaudina v Labouheyre

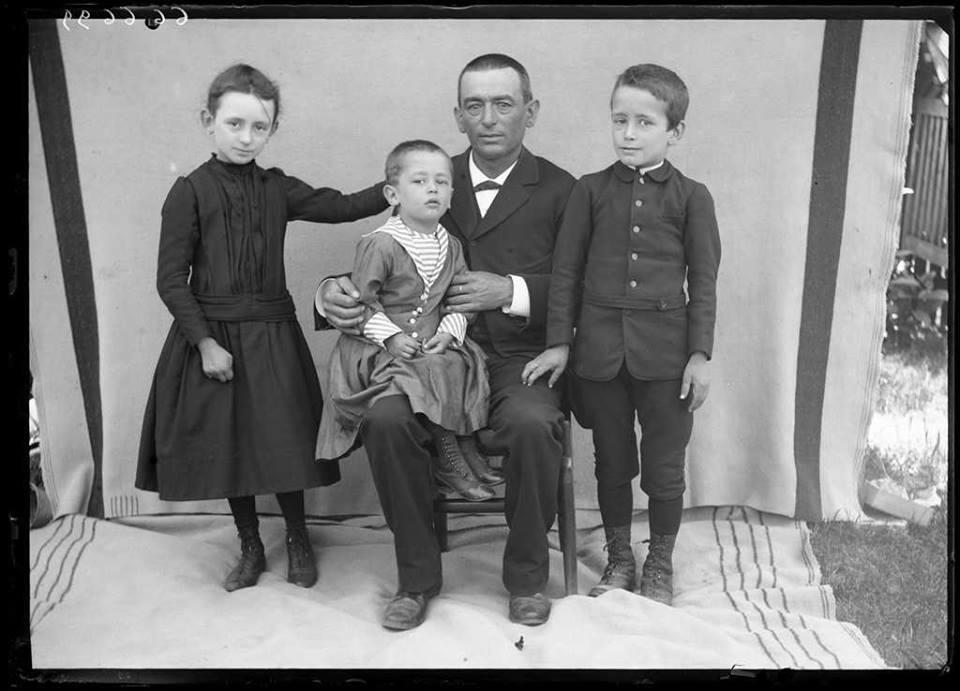
Félix Arnaudin: Rodinný portrét, neznámé datum

Félix Arnaudin (roz. Simon Arnaudin, 30. května 1844 – 6. prosince 1921) byl francouzský básník, fotograf a specialista na folklór v oblasti Haute-Lande . V Gaskoňsku vytvořil svou sbírku fotografických příběhů díky návštěvám setkání, stejně jako svateb a různých zemědělských festivalů. Přibližně 3000 fotografií odkázal do sbírek Musée d'Aquitaine v Bordeaux.
Félix Arnaudin byl mezi prvními, kdo pozoroval domorodce v Haute-Lande. Působil jako lingvista, folklorista, historik, etnolog, fotograf a spisovatel. Proslavil se studiem folklóru Gaskoňanů, v té době v ekonomickém a sociálním přechodu. Jeho práce byla zaměřena na záznam pohádek a písní v jazyce Gascon; na fotografii pozemků, obydlí, portrétů pastýřů a rolníků. Zasvětil svůj život, aby zachránil toto dědictví před vyblednutím v zapomnění. Jeho rodný dům sloužil jako zázemí pro výstavy fotografií spravované komunou Labouheyre.

## Životopis
Jeho rodina chudých rolníků se usadila v Labouheyre v Landes département v okrese Monge, kde se narodil, a také o sedmdesát sedm let později zemřel. Vystudoval na univerzitě v Mont-de-Marsan, což bylo základem erudice cenné pro jeho životní tvorbu. Po získání diplomu a návratu do Labouheyre nemohl najít žádnou práci související se svými znalostmi a touhami. Život z poplatků z několika málo pozemků dlouho neudržel žádné zaměstnání. Ve věku třiceti let, stále svobodný, se rozhodl zaměřit na svou vášeň: být svědkem ovčácké kultury Haute Lande, která by byla zničena ekonomickými změnami. Protože ho jeho kolegové považovali za výstředního, byla jeho přezdívka Lou Pèc (šílenec v Gasconu).
Hnán láskou k své zemi, získal ve svém výzkumu současně racionální a vědecké způsoby. Cestoval tedy po Haute Lande od začátku do konce, často na kole, aby vyslýchal domorodé obyvatele pomocí formulářů. Stejnou důkladnost uplatnil při vytváření dotazů a fotografických dokumentech.
Byl průkopníkem ve fotografickém popisu Haute Lande a jeho pozoruhodných aspektů pomocí fotografií. Výsledek je jedinečný svým významem (několik tisíc skleněných desek) a rozmanitostí, z níž se stal velkým uměleckým operátorem a důsledným pozorovatelem.
Zaměřil se na shromáždění celého kulturního fondu „skutečného Lande“, zaznamenávání povídek, přísloví, písní, slov původního jazyka, poznámek k historii, archeologii a ekologii tohoto území. Během svého života se mu podařilo vydat několik fragmentů tohoto rozsáhlého díla ve formě tří publikací:
- Contes Populaires (Populární povídky, 1887)
- Chants Populaires (Populární písně, 1912)
- Choses de l'Ancienne Grande-Lande, (Věci ze starověkého velkého Lande, vytištěno několikrát před jeho smrtí)

Tyto sbírky jsou však pouze výsledkem rozsáhlého díla, jehož důsledkem je několik desítek rukopisů a četné fotografie (Landesův pastýř na chůdách, rolníci na farmě atd.).
Dne 30. ledna 1921, několik měsíců před vlastní smrtí, napsal následující řádky:
„V mém chudém životě divokého snílka, jakkoli jsem se úzkostlivě staral o naši místní minulost, jsem dostal několik povzbuzení; lhostejnost a výsměch, trochu ze všech stran, ochotně zaujaly své místo“ . 

## Zasvěcení
Fanoušci a zájemci se začali o toto dědictví zajímat začátkem roku 1960, z nichž vytvořili nové svazky, mezi nimiž zmizely příběhy, gaskoňský slovník Grand Landes, dva svazky písní a přísloví, jedinečná svědectví o tomto světě. V roce 1979 byly všechny rukopisy Félixa Arnaudina daroval jeho dědic Parc naturel régional des Landes de Gascogne . Jeho práce byla zpřístupněna díky vydání edic Confluences jeho vydání Œuvres Complètes (kompletní práce) v devíti svazcích gaskoňsky / francouzsky (mezi nimi obecný rejstřík a gaskoňsko / francouzský slovník) od vědecké rady Parc naturel régional des Landes de Gascogne.
„6. prosince 1921 zemřel ve svém domě v Monge v Labouheyre zoufalý muž. Félix Arnaudin si byl jistý, že propadl své misi, která ospravedlňovala jeho existenci. Nyní víme, že uspěl. Vrátil svou čest pomluvené zemi, která by bez něj byla zpustošena a vymazána z paměti. Zachránil z této země mnohem víc, než je obvykle možné. Získal většinu svého nemožného boje proti smrti. Smrt by vyhrála pouze poslední vítězství: vyhrál Félix Arnaudin, ale nemůžeme mu to říct. “ 

## Historický kontext
Félix Arnaudin pocházel z dnešního landeského lesa, ale na svou dobu to byla mozaika lesa (dubů a borovic), polí a holých rašelinišť ; na kterém se páslo asi 650 000 ovcí. Tato země tehdy žila v systému pastevectví, který byl v polovině 19. století rozbit lesnictvím . Symbolickým datem této revoluce je zákon z 19. června 1857 o zdokonalení Landes, který stimuloval obce, aby prodávaly nebo vysazovaly stromy na společné půdě, a nakonec znamenal konec starého pastoračního systému v této oblasti.

## Galerie

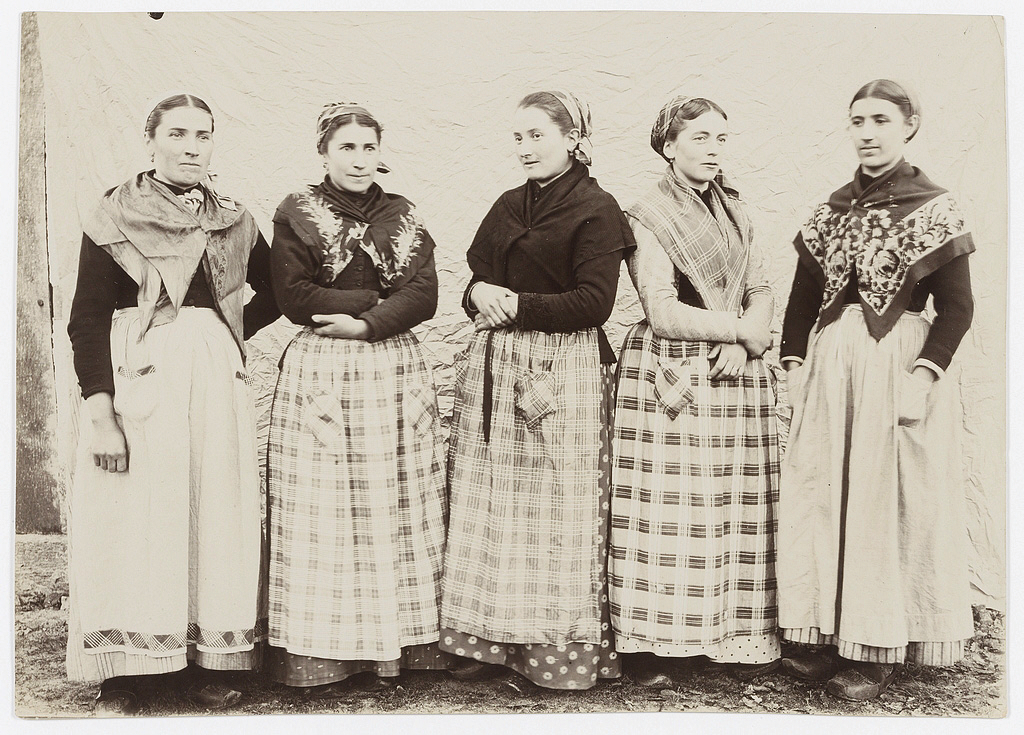
Skupina žen
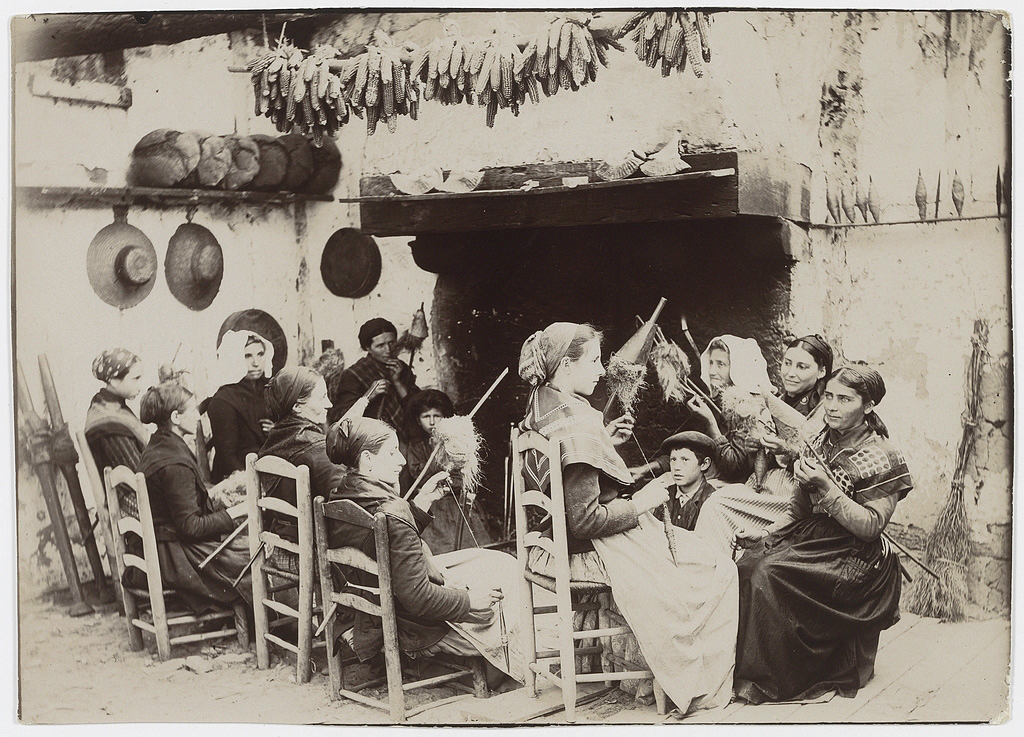
Fileuses – Maroutine
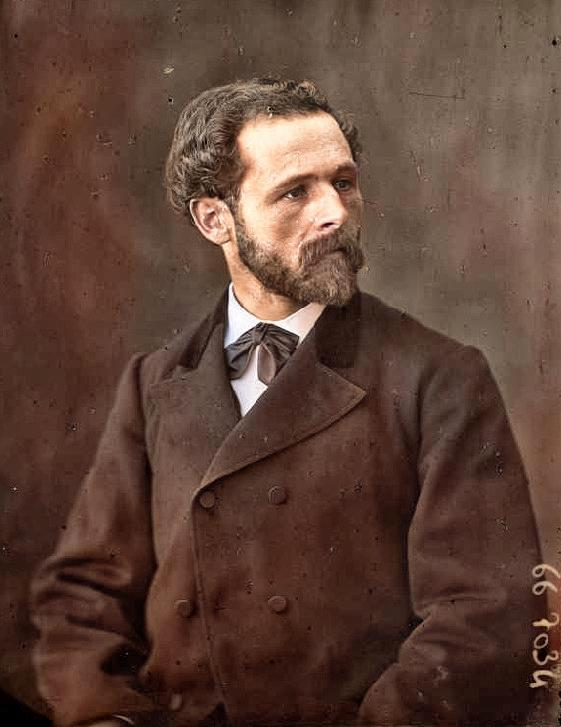
Autoportrét Felixe Arnaudina, kolorováno
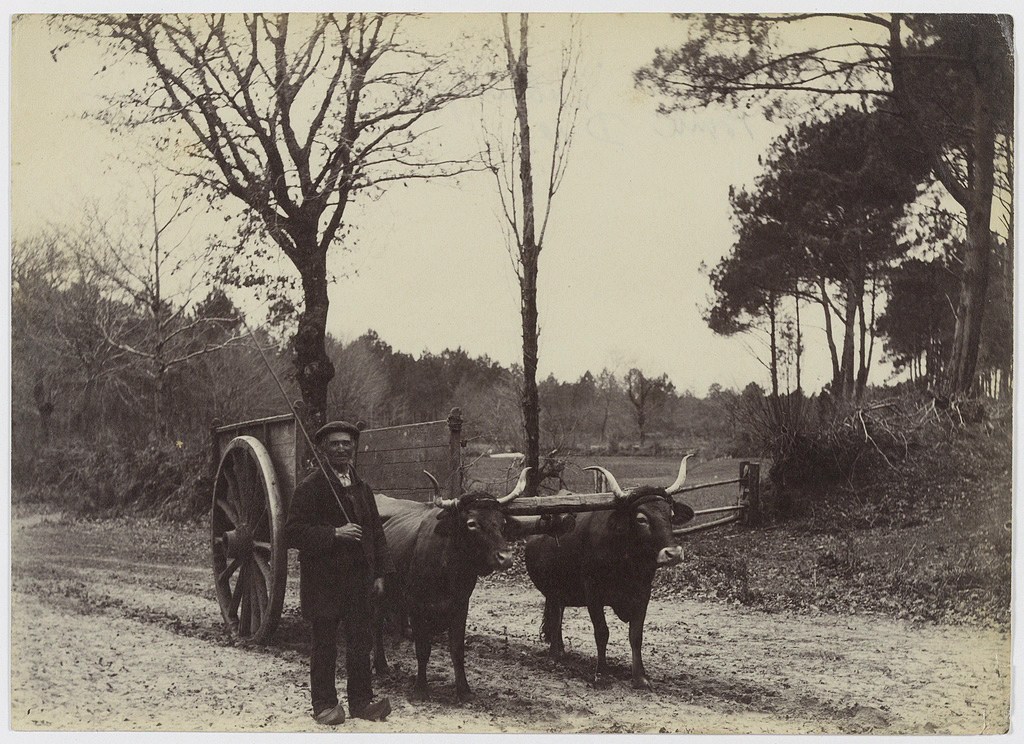
Attelage de boeufs ou „bros“
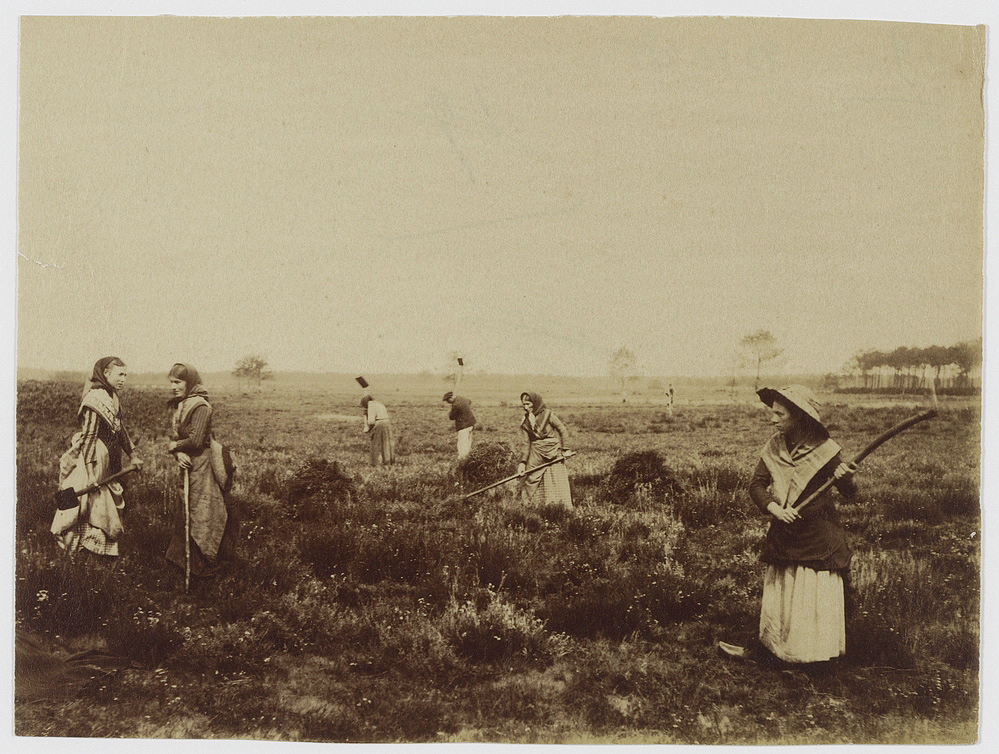
„Tayllayres“, coupeuses de bruyère – Pradéou
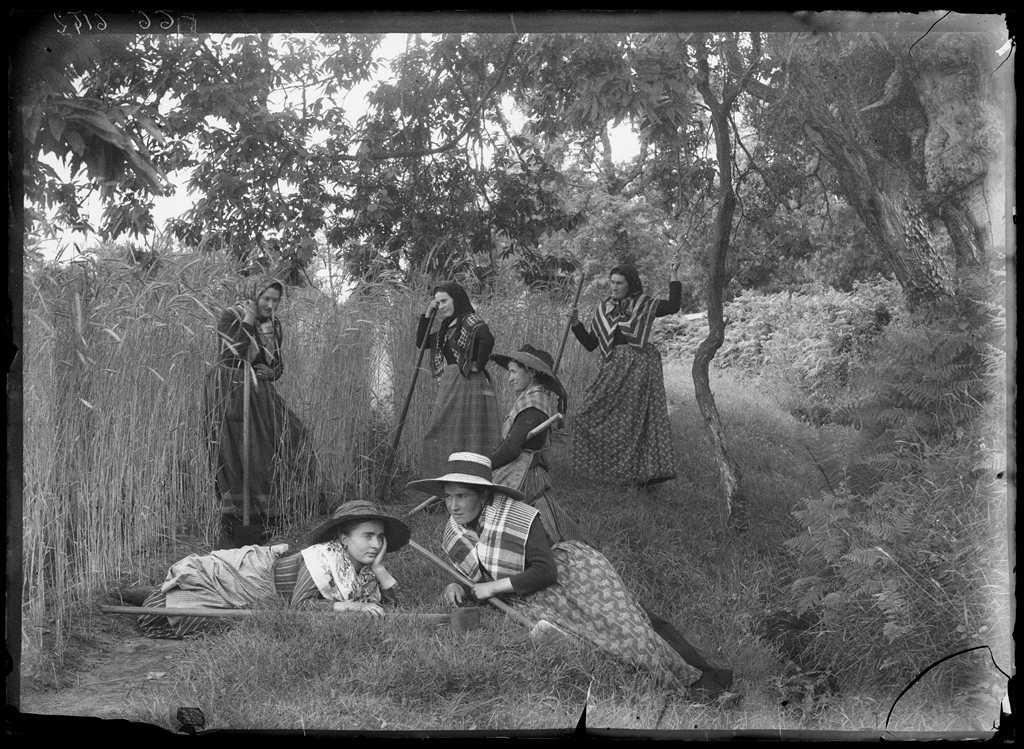
Les Sarcleuses 1894
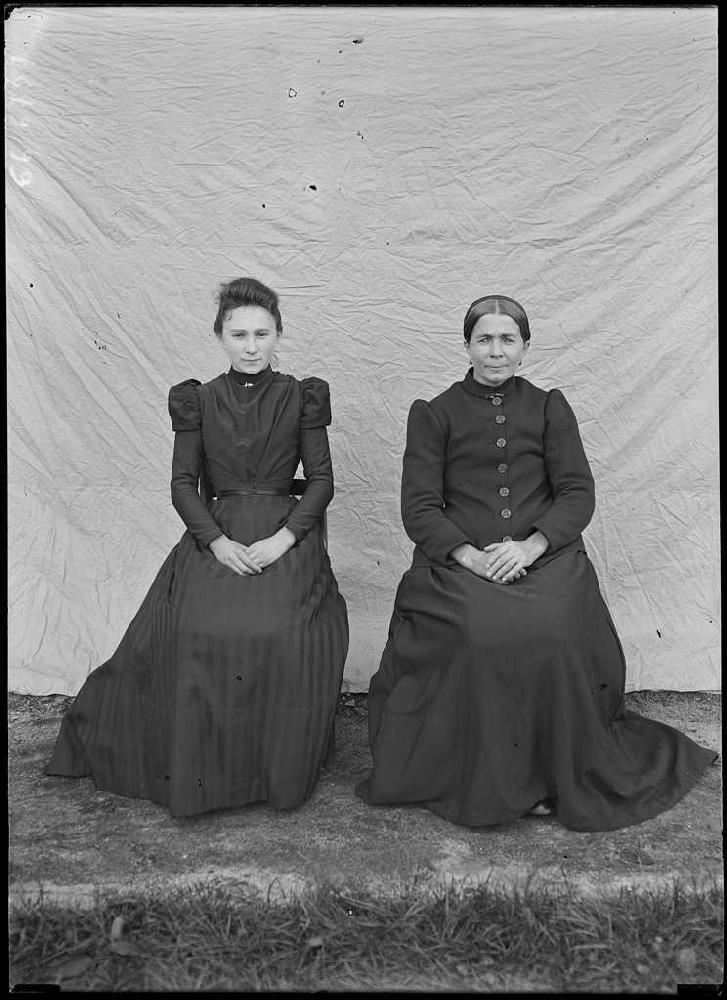
Ninotte Boyer et sa fille 1898
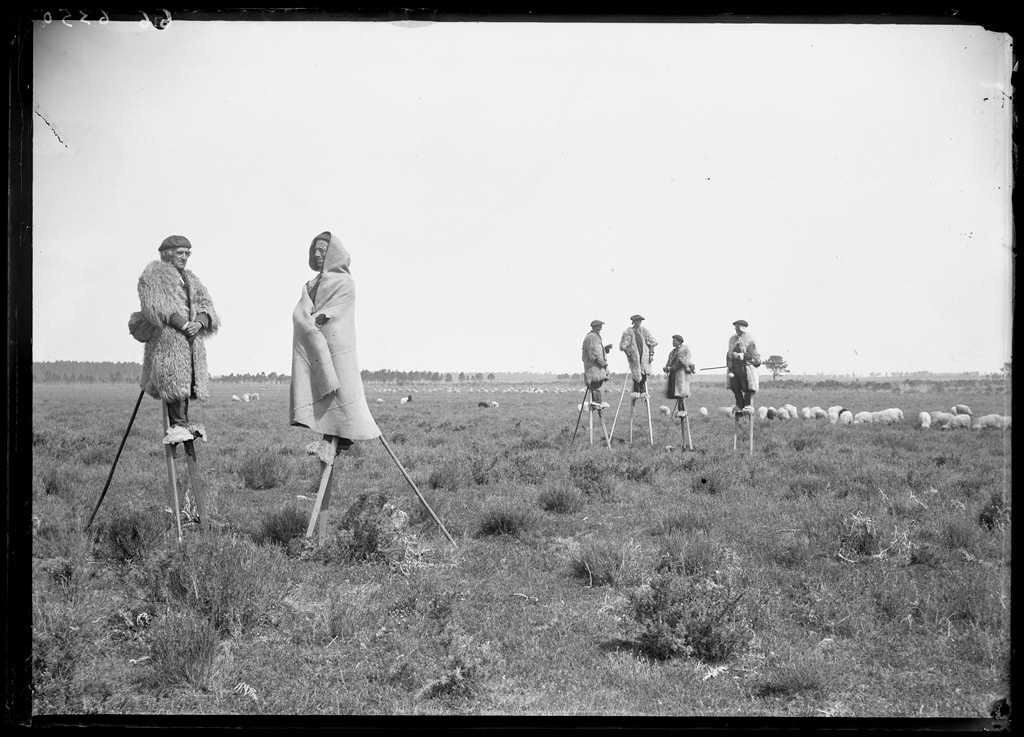
Bergers échassiers
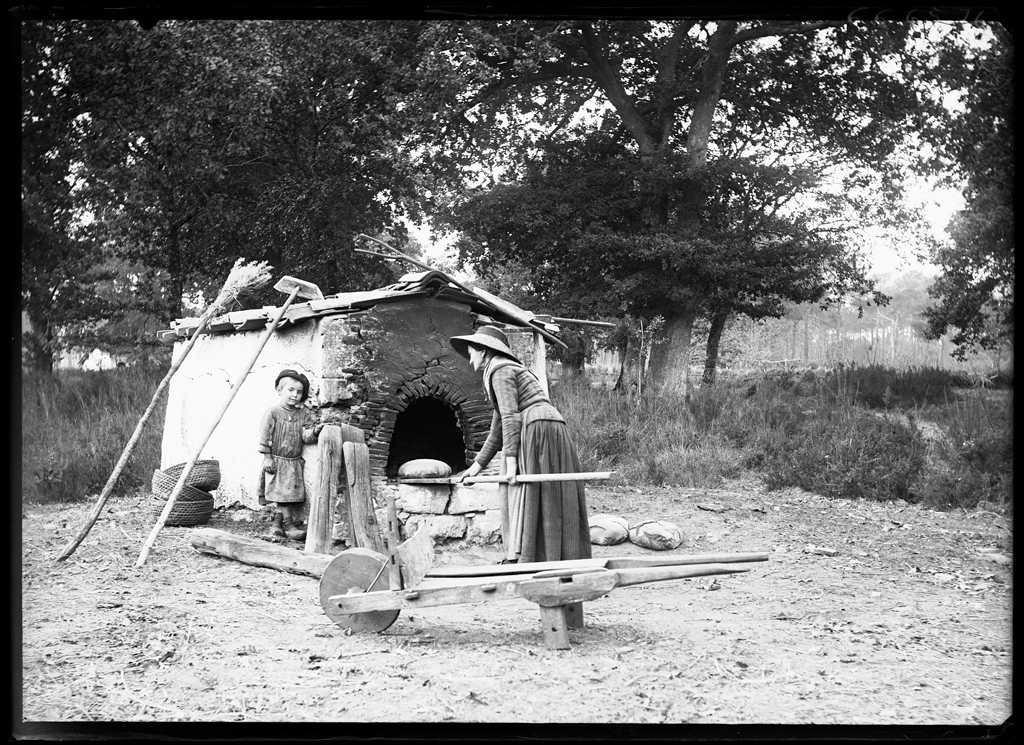
Femme devant un four à pain
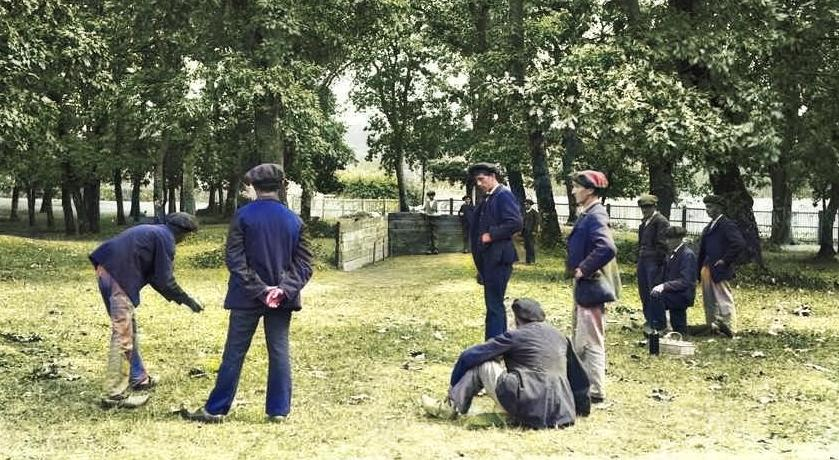
Hommes jouant aux quilles, kolorováno
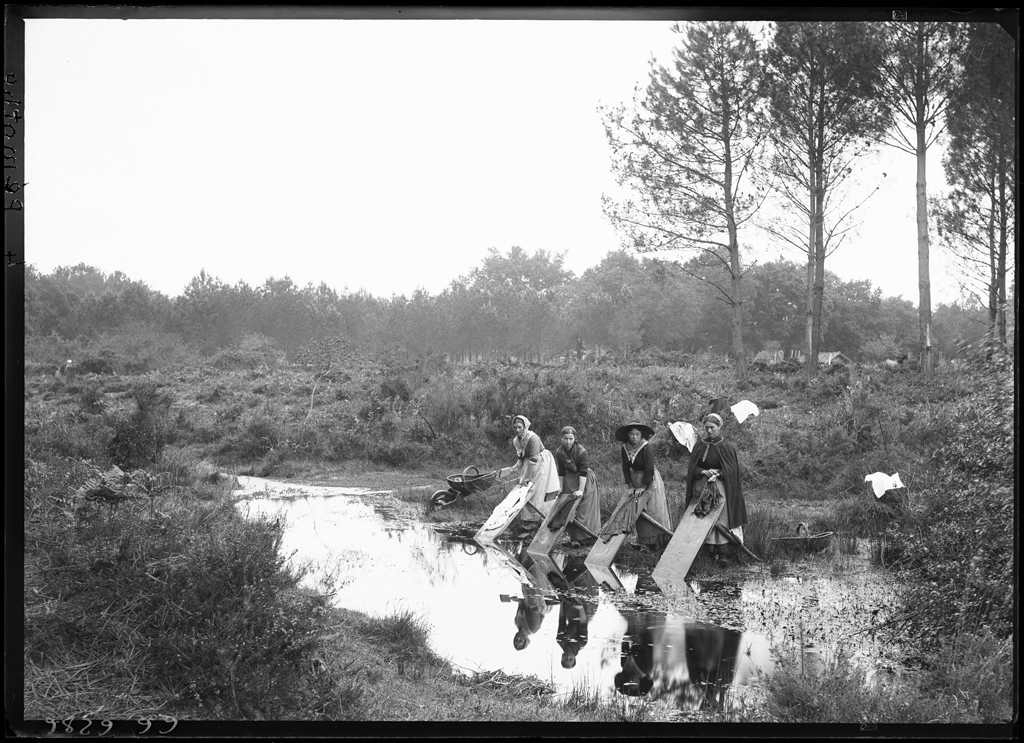
Lavandiéres